# 에스텔 에반스

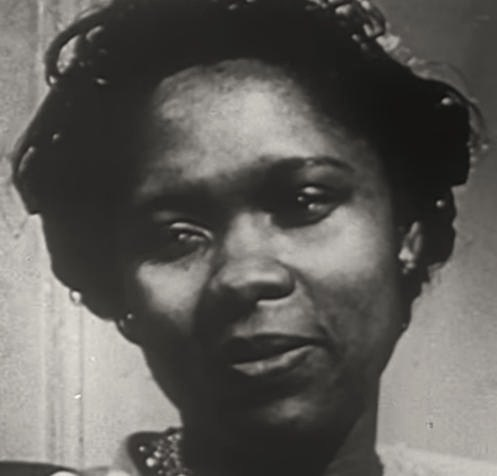

에스텔 에반스(Estelle Evans, 1906년 10월 1일 ~ 1985년 7월 20일)는 미국의 배우, 연극 배우, 텔레비전 배우, 영화배우이다.
나소에서 태어났으며 뉴욕에서 사망하였다.

## 영화
- 클레어보이언트 (1982년)
- 더 러닝 트리 (1969년)
- 알라바마 이야기 (1962년) - 칼퍼니아 역
- 콰이어트 원 (1949년)